# 2274 Ерссон
2274 Ерссон (2274 Ehrsson) — астероїд головного поясу, відкритий 2 березня 1976 року.
Тіссеранів параметр щодо Юпітера — 3,483.